# SEAT Ateca
O SEAT Ateca é um automóvel crossover produzido pela SEAT, sendo o sucessor do SEAT Altea, o veículo é produzido na República Checa juntamente com o Škoda Karoq que compartilha a mesma plataforma, o nome é inspirado na cidade espanhola de Ateca.